# Dub
För andra betydelser, se Dub (olika betydelser).
Dub är ett ord som i dag används för att beskriva en genre av musik som främst består av instrumentella nya blandningar av befintliga inspelningar. Dessa nya mixar omformar och manipulerar på ett genomgripande sätt inspelningen genom att kasta om ljudavsnitt, låta vissa instrument framträda mer, och genom att lägga till ljudeffekter. Modern dub, som brukar kallas "contemporary dub", är i hög grad en form av elektronisk musikform, där ljudeffekter och studio-trick är en integrerad del av musiken. Rötterna till dub kan spåras tillbaka till Jamaica i slutet av 1960-talet, då akustiska dubversioner av reggaelåtar började produceras.

## Versioner
Dub började som s.k. "versioner" på B-sidorna av singlarna under rocksteady-eran och de tidiga reggaeåren på Jamaica, ungefär 1967-1970. Singelns A-sida innehöll en låt med sång, och versionen på B-sidan var en enkel instrumental remix av A-sidan som kunde innefatta lite grann av sången. Sången "dubbades ut", men var i de flesta andra avseenden identiska med musiken på A-sidan. Det hela började som ett test för ljudnivåer under masteringprocessen av låtmakandet, men på Jamaica blev dessa versioner på modet. Den jamaicanska allmänheten utvecklade en smak för versionerna, och för den underhållning toastern på diskoteket bjöd på när han började pratsjunga till musiken på dessa versions.
Musikproducenterna upptäckte snart att de kunde göra något mer av dessa versions. King Tubby och Lee "Scratch" Perry hjälpte till att utveckla det enkla versionsskapandet till en bländande konstform som blev känd som dub. Lee Perry benämnde emellertid fortfarande 1970-71 många av sina inspelningar av de Wailers-låtar med raderad sång han spelade in 1970-71 för versions, inte för dub ("Downpresser version", "Kaya version", "Axe Version", "Rebel version"), men därefter försvann ordet "version" för gott. I händerna på unga, kretativa musikproducenter och ljudtekniker, blev dubversionen av en låt lika komplicerat och rik på musikaliska nyanser som låten varit med sång till, och snart kom dubversionerna att i många fall överträffa sångversionerna. Låten kläddes först av så att det enda som återstod var bas och trummor. Sedan skapades ny musik med hjälp av fragment av sången i komplext samspel med keyboard, gitarr, blåsinstrument och de övriga instrumenten, detta i en helt annan ordning än ursprungligen och med ljudet filtrerat genom de möjligheter produktionsteknologin medgav. Musikproducenten blev en artist. Han kunde förstärkta cymballagen och skapa nya ljud med hjälp av reverb, eko och infasning sätt på sätt som förändrade upplevelsen av den samtida dansmusiken på Jamaica. Det gör dub än idag, men den nutida teknologin har skapat oändliga möjligheter och konstnärer vid mixerbordet finns idag över hela världen och basmaterialet är inte längre bara reggae.

## Riddims
Idag finns tusentals versions lagrade digitalt, men de kallas för riddims (rytmer). Det är rytminstrumentens bidrag till låtarna som sparas – trummor, bas, perkussion och rytmgitarr – och dessa återanvänds gång på gång av olika artister, men med olika melodier, texter och arrangemang. Stalag är ett känt riddim.  Damian Marleys jättehit "Welcome To Jamrock" från 2005 bygger på riddimet "World Jam" som Ini Kamoze använde i sin låt World-A-Music 1984. Och detta riddim, "World Jam", togs fram av radarparet Sly & Robbie (Sly dunbar, trummor och Robbie Shakespeare, bas, kanske världens främsta inom sitt område under 1980-talet).

## Rub-A-Dub
Efter åren med versions, utvecklingen av dubreggae fart: Från år 1972 började Perry, King Tubby och fler trollkarlar brygga dub vid mixerborden i inspelningsstudiorna i Jamaicas huvudstad Kingston, som till exempel Overton 'Scientist' Brown. Från 1973 och fram till mitten av 1980-talet var dub, ibland kallad rub-a-dub, en undergenre till reggaen som ständigt förädlades och i sin tur påverkade den vanliga reggaen tillbaka. Typiskt var att melodin förändrades mycket, och ibland nästan utplånades, genom effekter som eko och reverb. En speciell effekt som använts ofta är att ett kort sång- eller instrumentaltparti repeteras flera gånger med väldigt mycket eko, ofta tills originalet inte längre kan urskiljas utan har helt blandats ut med sitt eget eko. Men dubmixartisterna var anonyma; verken tillskrevs oftast de ursprungliga sångarna så albumen hette "Max Romeo" in Dub", "Black Uhuru in Dub" eller "UB40 in Dub". Liksom reggaen blev dubreggaen tidigt populär i den forna kolonialmakten Storbritannien Trummisen Sly Dunbar och hans kompanjon basisten Robbie Shakespeare, som ursprungligen tillhörde gruppen Black Uhuru, fanns med bland dem som spred denna studiomusikskultur genom sina samarbetsprojekt med artister från hela världen. I England etablerade sig snart en stor andel av de konstnärer som utvecklar och producerar denna genre av musik. Adrian Sherwood och Mad Professor är två av dessa ledande dub-artister.
Kombinationen av exporten från Jamaica till England, nya digitala instrument att arbeta med, och den växande populariteten för moderna dansstilar som "trip hop", "Drum and Bass" och "Jungle" (som är direkta avknoppningar av den ursprungliga jamaicanska dubmusiken), har medfört att många nya ljudkonstnärer och musikproducenter utanför Jamaica har fortsatt att experimentera och användning av dub i sin musik. När betoningen av det tredje taktslaget försvunnit helt är det inte längre fråga om dub utan om elektronisk musik som bl.a. har vissa rötter i jamaicansk och brittisk reggaedub.